# Joyce Meyer
Joyce Meyer (St. Louis, 4 giugno 1943) è una predicatrice e scrittrice statunitense di religione protestante.
È diventata nota a un vasto pubblico attraverso la trasmissione spesso quotidiana dei suoi sermoni su varie stazioni televisive in diversi paesi. La Meyer è stata predicatrice presso il Life Christian Center di Saint Louis, nel Missouri.

## Biografia
Joyce Meyer vive vicino a St. Louis, nel Missouri, è sposata con Dave Meyer ed è madre di quattro figli. Ha scritto oltre 100 libri sul cristianesimo e il life coaching cristiano che sono stati tradotti in oltre 100 lingue. Ha dichiarato di aver venduto più di 23 milioni di copie.
Secondo il periodico Time, Joyce Meyer è uno dei 25 predicatori evangelici più influenti negli Stati Uniti. Oltre 600 canali televisivi in oltre 40 paesi e circa 400 stazioni radio trasmettono i suoi programmi.
La maggior parte dei suoi guadagni proviene dalla vendita dei suoi 108 libri e non dalle donazioni. Secondo il quotidiano Internet Christian Post, nel 2014 ha ricevuto uno stipendio annuo di 228 500 euro.

## Joyce Meyer Ministries
Joyce Meyer Ministries è un'organizzazione non profit cristiana con sede a Fenton, Missouri. L'organizzazione ha 800 dipendenti in 14 uffici internazionali. L'83% delle entrate totali è destinato a diversi servizi e attività.
Nel 2014 sono state realizzate vendite per 101 milioni di euro, ad esempio attraverso attività giornalistiche e grandi eventi.

## Hand of Hope
Hand of Hope è il programma di Joyce Meyer Ministries.
I servizi di Hand of Hope includono:
- Case per bambini: attualmente 39
- Soccorso in caso di calamità: nel 2011, le persone bisognose sono state aiutate in America, Giappone, Sudafrica, El Salvador, Sud-est asiatico, nelle Filippine e in altre aree disastrate.
- Sollievo dalla fame: nel 2011, 70 000 bambini hanno ricevuto cibo in tutto il mondo. Nel corso dell'anno sono stati distribuiti 31 milioni di pasti.
- Soccorso dalla tratta di esseri umani: Transformation Center a Mumbai, in India; Manutenzione di un rifugio per donne in Etiopia.
- Cure mediche: manutenzione di ospedali in India e Cambogia (Hand of Hope Health Center) e di una imbarcazione ospedaliera in Amazzonia.
- Carcere: aiuti umanitari per i detenuti. Nel 2011 sono state visitate 163 prigioni.
- St. Louis Dream Center: finanziamento del centro assistenza con 37 diverse offerte di aiuto, come la distribuzione di cibo, il lavoro dei senzatetto e l'aiuto ai tossicodipendenti.[9]
- Installazione di 1.800 sistemi di filtraggio dell'acqua nel bacino dell'Amazzonia.[10]

## Controversie
Gli articoli e le prediche di Joyce Meyer fanno riferimento spesso a esperienze della sua stessa vita, come il fatto che abbia subito abusi sessuali da bambina. Il suo messaggio principale è che Dio può cambiare tutti e guarire le vecchie ferite. I discorsi televisivi sono per lo più registrati in grandi sale negli Stati Uniti di fronte a diverse migliaia di telespettatori. Gli argomenti sono principalmente strategie per una vita felice e benedetta da Dio, il raggiungimento del successo spirituale e la gestione delle crisi personali. A seguito di questi sermoni, Joyce Meyer invierà annunci pubblicitari per progetti di aiuto.

## Critiche
Joyce Meyer è spesso accusata di predicare una teologia della prosperità e presumono che abbia uno stile di vita elaborato. Si dice che abbia mobili preziosi e diverse ville. Meyer ha guadagnato circa 900 000 $ all'anno nel 2002 e nel 2003 e suo marito ha ricevuto 450 000 $. Dopo le critiche, il suo stipendio è stato ridotto a 250 000 $. La Meyer si è giustificata sostenendo che la sua prosperità è dovuta principalmente alle alte vendite dei suoi libri. La predicatrice vede anche questo come una prova della divina benevolenza nei suoi confronti.
La commissione d'inchiesta del Senato degli Stati Uniti, creata su iniziativa del senatore repubblicano Chuck Grassley (Iowa), ha nel frattempo presentato il suo rapporto finale, in cui i Joyce Meyer Ministries sono certificati come "altamente trasparenti". Una volta all'anno, i Joyce Meyer Ministries pubblicano il bilancio dell'organizzazione nel "Annual Report".

## Pubblicazioni principali
- Beauty for Ashes: Receiving Emotional Healing, 1994, ISBN 0-892-74679-3.
- Battlefield of the Mind: Winning the Battle in Your Mind, 1995, ISBN 0-446-69109-7.
- Me and My Big Mouth: Your Answer is Right Under Your Nose, 2002, ISBN 0-446-69107-0.
- How to Hear from God: Learn to Know His Voice and Make Right Decisions, 2003, ISBN 0-446-53256-8.
- The Secret Power of Speaking God's Word, 2004, ISBN 0-446-57736-7.
- In Pursuit of Peace: 21 Ways to Conquer Anxiety, Fear, and Discontentment, 2004, ISBN 0-446-53195-2.
- Straight Talk: Overcoming Emotional Battles with the Power of God's Word, 2005, ISBN 0-446-57800-2.
- Approval Addiction: Overcoming Your Need to Please Everyone, 2005, ISBN 0-446-57772-3.
- Look Great, Feel Great: 12 Keys to Enjoying a Healthy Life Now, 2006, ISBN 0-446-57946-7.
- The Everyday Life Bible: The Power of God's Word for Everyday Living, 2006, ISBN 0-446-57827-4.
- The Confident Woman: Start Today Living Boldly and Without Fear, 2007, ISBN 0-446-53198-7.
- The Penny: A Novel, 2007, ISBN 0-446-57811-8. (by Joyce Meyer and Deborah Bedford)
- Woman to Woman: Candid Conversations from Me to You, 2007, ISBN 0-446-58180-1.
- I Dare You: Embrace Life With Passion, 2007, ISBN 0-446-53197-9.
- The Power of Simple Prayer: How to Talk with God about Everything, 2007, ISBN 0-446-53196-0.
- Top 10 Qualities of a Great Leader, 2007, ISBN 1-57794-913-7. (by Joyce Meyer and Phil Pringle)
- Conflict Free Living: How to Build Healthy Relationships for Life, 2008, ISBN 1-59979-062-9.
- Start Your New Life Today: An Exciting New Beginning with God, 2008, ISBN 0-446-50965-5.
- The Secret To True Happiness: Enjoy Today, Embrace Tomorrow, 2008, ISBN 0-446-53199-5.
- Never Give Up!: Relentless Determination to Overcome Life's Challenges, 2009, ISBN 0-446-58035-X.
- Eat the Cookie ... Buy the Shoes: Giving Yourself Permission to Lighten Up, 2010, ISBN 0-446-53864-7.
- Power Thoughts: 12 Strategies to Win the Battle, 2010, ISBN 0-446-58036-8.
- Living Beyond Your Feelings: Controlling Emotions So They Don't Control You, 2011, ISBN 0-446-53852-3.
- Love Out Loud: Devotions on Loving God, Yourself, and Others, 2011, ISBN 0-446-53847-7.
- Do Yourself a Favor ... Forgive: Learn How to Take Control of Your Life Through Forgiveness, 2012, ISBN 0-446-54727-1.
- Change Your Words, Change Your Life: Understanding the Power of Every Word You Speak, 2012, ISBN 0-446-53857-4.